# 1993.
◄ | 19. stoljeće | 20. stoljeće | 21. stoljeće | ►
◄ | 1960-ih | 1970-ih | 1980-ih | 1990-ih | 2000-ih | 2010-ih | 2020-ih | ►
◄◄ | ◄ | 1990. | 1991. | 1992. | 1993. | 1994. | 1995. | 1996. | ► | ►►
Arhitektura • Astronautika • Astronomija • Biologija • Film • Fotografija • Glazba • Kazalište • Kemija • Kiparstvo • Knjige • Književnost • Kršćanstvo • Meteorologija • Medicina • Planinarstvo • Politika • Pravo • Promet • Slikarstvo • Strip • Šport • Televizija • Znanost • Zrakoplovstvo • Željeznički promet

## Događaji
- 1. siječnja – Čehoslovačka prestaje postojati.
- 28. siječnja – oslobodilačka akcija HV Operacija Peruča i pokušaj pobunjenih Srba da sruše branu Peruća
- 1. veljače – Bitka za Kašić u Domovinskom ratu.
- 19. veljače – Ustanovljena Slovenska biskupska konferencija.
- 27. veljače – Uspostavljena vršna .hr domena, čime je Hrvatska i službeno dobila svoj virtualni identitet u prostoru mreže Internet. Upravljanje vršnim .hr prostorom je povjereno ustanovi CARNet.
- 27. veljače – Otmica u Štrpcima
- 12. travnja – Msgr. Ante Jurić utemeljio Obiteljsko savjetovalište Splitsko-makarske nadbiskupije.[1]
- 22. travnja – U Zagrebu osnovana Informativna katolička agencija.
- 24. travnja – Pokolj u Miletićima 24. travnja 1993. – pripadnici Armije BiH ubili su 5, a raselili svih 60-tah stanovnika hrvatskog sela Gornji Miletići kod Travnika. Među ubijenima su bili i devetnaestogodišnji Tihomira i Vlado Pavlović.[2]
- 8. lipnja – Bitka za Veli vrh na Svilaji: pobunjenički srpski diverzanti napali položaj hrvatskih branitelja. Hrvatske snage izvojevale su pobjedu.
- 8. lipnja – Neki pripadnici Armije BiH izvršili pokolj u selu Maljinama kod Travnika, kada su ubili 37 Hrvata.
- 14. lipnja – Pobunjeni Srbi napali su Biograd na Moru raketnim sustavom Orkan s kasetnim punjenjem, tzv. zvončićima, koji su padali na plažu Soline. Ubili su 5 mladih hrvatskih civila i sedmero teško ranili.
- srpanj – Neki pripadnici Armije BiH su izvršili pokolj u selu Gračanici kod Bugojna, kada su ubili 21 Hrvata.
- 27. srpnja – ABiH zauzeo Bugojno. Protjerali su 15.000 hrvatskih civila, a 2.000 zatočili u deset logora u kojima su ih zlostavljali i ubijali. Ne zna se sudbina odvedenih 19 hrvatskih dužnosnika.
- 28. srpnja Neki pripadnici Armija BiH počinili ratni zločin, izvršivši pokolj nad Hrvatima u selu Doljanima kod Jablanice, kad su ubili 63 Hrvata.
- 13. – 21. kolovoza – U Stuttgartu održano IV. Svjetsko prvenstvo u atletici.
- 12. studenoga – Bitka na Bašinom Brdu kod Fojnice, pobjeda HV-a nad ABiH i početak ratnoga preokreta u hrvatsko-bošnjačkom sukobu
- 10. do 24. prosinca – „Bijeli put za Novu Bilu i Bosnu Srebrenu“, konvoj pomoći opkoljenim Hrvatima u Lašvanskoj dolini
- 14. prosinca – U Alžiru je ubijeno 12 hrvatskih radnika Hidroelektre. U to vrijeme arapske zemlje bile su huškane protiv Hrvatske kao neprijatelja islama zbog rata u BiH.
- Nakon smrti belgijskog kralja Baudoina I., na prijestolje dolazi Albert II. od Belgije i ustavnim promjenama Belgija postaje savezna država.

## Rođenja

### Siječanj – ožujak
- 7. siječnja – Jan Oblak, slovenski nogometaš
- 7. veljače – Diego Laxalt, urugvajski nogometaš
- 8. veljače – Dragomir Despić „Desingerica”, srbijanski izvođač
- 9. veljače – Niclas Füllkrug, njemački nogometaš
- 12. veljače – Rafinha, brazilski nogometaš
- 17. veljače – Marc Márquez, španjolski motociklist
- 1. ožujka – Juan Bernat, španjolski nogometaš
- 3. ožujka – Antonio Rüdiger, njemački nogometaš
- 5. ožujka – Fred, brazilski nogometaš
- 5. ožujka – Harry Maguire, engleski nogometaš
- 9. ožujka – Matija Cvek, hrvatski pjevač
- 10. ožujka – Jack Butland, engleski nogometaš
- 11. ožujka – Anthony Davis, američki košarkaš
- 15. ožujka – Paul Pogba, francuski nogometaš
- 19. ožujka – Hakim Ziyech, marokanski nogometaš
- 20. ožujka – Sloane Stephens, američka tenisačica
- 29. ožujka – Thorgan Hazard, belgijski nogomataš

### Travanj – lipanj
- 24. travnja – Ben Davies, velški nogometaš
- 25. travnja – Raphaël Varane, francuski nogometaš
- 3. svibnja – Deni Černi, hrvatski paraolimpijac
- 7. svibnja – Ajla Tomljanović, hrvatsko-australska tenisačica
- 13. svibnja – Romelu Lukaku, belgijski nogometaš
- 16. svibnja – Johannes Thingnes Bø, norveški biatlonac
- 13. lipnja – Thomas Partey, ganski nogometaš
- 20. lipnja – Sead Kolašinac, bosanskohercegovački nogometaš
- 22. lipnja – Loris Karius, njemački nogometaš
- 26. lipnja – Ariana Grande, američka pjevačica

### Srpanj – rujan
- 4. srpnja – Mate Pavić, hrvatski tenisač
- 20. srpnja – Lucas Digne, francuski nogometaš
- 26. srpnja – Taylor Momsen, američka glumica i pjevačica
- 28. srpnja – Harry Kane, engleski nogometaš
- 30. srpnja – André Gomes, portugalski nogometaš
- 1. kolovoza – Ines Erbus, hrvatska i slovenska pjevačica
- 10. kolovoza – Andre Drummond, američki košarkaš
- 15. kolovoza – Alex Oxlade-Chamberlain, engleski nogometaš
- 17. kolovoza – Ederson, brazilski nogometaš
- 22. kolovoza – Laura Dahlmeier, njemačka biatlonka († 2025.)
- 26. kolovoza – Marko Livaja, hrvatski nogometaš
- 29. kolovoza – Liam Payne, engleski pjevač
- 30. kolovoza – Paco Alcácer, španjolski nogometaš
- 1. rujna – Mario Lemina, gabonski nogometaš
- 3. rujna – Dominic Thiem, austrijski tenisač
- 4. rujna – Yannick Carrasco, belgijski nogometaš
- 20. rujna – Julian Draxler, njemački nogometaš
- 21. rujna – Ante Rebić, hrvatski nogometaš
- 27. rujna – Mónica Puig, portorikanska tenisačica

### Listopad – prosinac
- 2. listopada – Michy Batshuayi, belgijski nogometaš
- 8. listopada – Garbiñe Muguruza, španjolska tenisačica
- 8. listopada – Angus T. Jones, američki glumac
- 16. listopada – Caroline Garcia, francuska tenisačica
- 21. listopada – Käärijä, finski pjevač
- 22. listopada – Charalambos Lykogiannis, grčki nogometaš
- 23. listopada – Fabinho, brazilski nogometaš
- 31. listopada – Letitia Wright, britansko-gvajanska glumica
- 7. studenoga – Ronen Rubinstein, izraelsko-američki glumac, filmski direktor i pjevač
- 11. studenoga – Vinko Ćemeraš, hrvatski pjevač
- 14. studenoga – Samuel Umtiti, francuski nogometaš
- 15. studenoga – Paulo Dybala, argentinski nogometaš
- 16. studenoga – Nélson Semedo, portugalski nogometaš
- 19. studenoga – Suso, španjolski nogometaš
- 3. prosinca – Buga Marija Šimić, hrvatska glumica
- 5. prosinca – Ross Barkley, engleski nogometaš
- 20. prosinca – Andrea Belotti, talijanski nogometaš
- 22. prosinca – Raphaël Guerreiro, portugalski nogometaš
- 25. prosinca – Stole Dimitrievski, sjevernomakedonski nogometaš

## Smrti

### Siječanj – ožujak
- 2. siječnja – Rudi Supek, hrvatski filozof, sociolog i pedagog (* 1913.)
- 6. siječnja – Dizzy Gillespie, američki jazz glazbenik (* 1917.)
- 20. siječnja – Audrey Hepburn, američka filmska i kazališna glumica (* 1929.)
- 20. siječnja – Marko Rothmüller, hrvatski operni pjevač (* 1908.)
- 20. veljače – Ferruccio Lamborghini, talijanski proizvođač automobila i traktora, osnivač automobilske tvrtke Lamborghini (* 1916.)
- 24. veljače – Bobby Moore, engleski nogometaš i trener (* 1941.)
- 27. veljače – Tomo Buzov, hrvatski vojni časnik (* 1930.)
- 4. ožujka – Tomislav Ivčić, hrvatski pjevač (* 1953.)
- 17. ožujka – Edo Kovačević, hrvatski slikar (* 1906.)
- 17. ožujka – Helen Hayes, američka glumica (* 1900.)
- 28. ožujka – Ivica Čandrlić, hrvatski liječnik (* 1930.)

### Travanj – lipanj
- 8. travnja – Marian Anderson, američka pjevačica (* 1897.)
- 3. svibnja – Marija Danira, hrvatska glumica (* 1915.)
- 4. lipnja – Kata Rogić, hrvatska naivna slikarica (* 1913.)
- 7. lipnja – Dražen Petrović, hrvatski košarkaš (* 1964.)
- 13. lipnja – Gajo Petrović, hrvatski filozof (* 1927.)
- 25. lipnja – Drago Bahun, hrvatski glumac (* 1933.)

### Srpanj – rujan
- 12. srpnja – Antun Šoljan, hrvatski književnik (* 1932.)
- 23. srpnja – Dalibor Cvitan, hrvatski književnik i književni kritičar (* 1934.)
- 28. srpnja – Boris Hristov, bugarski operni pjevač (* 1914.)
- 31. srpnja – Baudouin od Belgije, belgijski kralj (* 1930.)
- 6. kolovoza – Ben Klassen, američki kreativist i izumitelj (* 1918.)
- 12. kolovoza – Mira Župan, hrvatska glumica (* 1926.)
- 16. kolovoza – Gizela Huml, hrvatska glumica (* 1898.)
- 24. kolovoza – Frano Čale, hrvatski književni povjesničar, esejist, teatrolog (* 1927.)

### Listopad – prosinac
- 9. listopada – Marijan Lovrić, hrvatski glumac (* 1915.)
- 27. listopada – Slavko Zlatić – hrvatski skladatelj (* 1910.)
- 31. listopada – Federico Fellini, talijanski režiser (* 1920.)
- 31. listopada – River Phoenix, američki filmski glumac (* 1970.)
- 7. studenog – Igor Turčin, ukrajinski rukometni trener (* 1936.)
- 12. studenoga – Anna Sten, ukrajinsko-američka glumica (* 1908.)
- 17. studenoga – Pavle Bogdanović, hrvatski glumac (* 1934.)
- 4. prosinca – Frank Zappa, američki glazbenik (* 1940.)
- 11. prosinca – Ivo Friščić, hrvatski slikar i likovni umjetnik (* 1937.)

## Nobelova nagrada za 1993. godinu
- Fizika: Russell A. Hulse i Joseph H. Taylor Jr.
- Kemija: Kary Banks Mullis i Michael Smith
- Fiziologija i medicina: Richard J. Roberts i Phillip A. Sharp
- Književnost: Toni Morrison
- Mir: Nelson Mandela i Frederik Willem de Klerk
- Ekonomija: Robert Fogel i Douglass North

## Vanjske poveznice
|  | Zajednički poslužitelj ima još gradiva o temi 1993. |